# Georg Jellinek
Georg Jellinek (Leipzig, 16 de junio de 1851 - Heidelberg, 12 de enero de 1911), fue un jurista y profesor universitario  judío alemán de origen austríaco.

## Biografía
Su padre, Adolf Jellinek, judío de origen checo, era rabino, y su madre, Rosalie Bettelheim, era también judía y rabina predicadora.
Estudió en Leipzig, fue profesor en las universidades de Viena, Basilea y de Heidelberg en 1891. En sus obras sobre Filosofía del Derecho y ciencia jurídica sostiene que la soberanía recae en el Estado y no en la nación, concepción derivada de la revolución francesa, tal como expone en Teoría General del Estado (Allgemeine Staatslehre), escrita en 1900. 
En su Teoría General del Estado,  en el primer libro, el autor se inicia por estudiar cual debe ser el método de la doctrina del Estado; la Historia de su doctrina, y las relaciones de la doctrina del Estado con el resto de las ciencias. Para dar respuesta a este libro, escribió un libro titulado "Fragmentos de Estado" para hablar de aquellos territorios que por sus peculiaridades no encajaban de alguna manera en la "Teoría General del Estado".
En su «Segundo Libro» aborda el tema de la Doctrina General Social del Estado, donde analiza el nombre del Estado; su naturaleza; las doctrinas sobre la justificación del Estado; los fines del Estado; el origen y la desaparición de los Estados, los tipos históricos fundamentales de Estados (antiguo Estado Oriental, helénico, romano, la Edad Media y el moderno); el Estado y el Derecho.
En el «Libro tercero», denominado Teoría General del Derecho Político, analiza las partes del Derecho público; la situación jurídica de los elementos del Estado; las propiedades del poder del Estado, la Constitución del Estado; los órganos del Estado, la representación y los órganos representativos; las funciones y la estructura del Estado; las formas del Estado (monarquía y república) las uniones de Estados (aparentes y jurídicas) y finalmente lo que denomina las garantías del derecho público.
En su libro La Declaración de los Derechos del Hombre y del Ciudadano, de 1895, Jellinek sostuvo la polémica tesis de que tanto la Declaración francesa de los derechos del hombre y del ciudadano de 1789, como la análoga declaración estadounidense proceden, en último término, de las luchas por garantizar la libertad religiosa.
En su obra Jellinek, cita a autores como  Laband, Zorn, Weber, Wundt, Fustel de Coulanges, Glafey, Carlyle, Weitzel, Pollock, Gierke, Gomperz, Gothein, Frantz, Comte, Simmel, Stein, Mommsen, Gourd, Bryce, Hegel y muchos otros. 
Jellinek estudia al Estado desde dos enfoques: el jurídico y el sociológico. En este gran tratado el Estado se justifica por su finalidad, que es la razón de su existencia. 
Desde el enfoque sociológico el Estado es la unidad de asociación dotada originariamente de poder de mando y formada por hombres que viven permanentemente en un territorio.
Desde el punto de vista jurídico el Estado es una corporación o sujeto de derechos y obligaciones, formada por un pueblo, dotada de poder de mando originario y asentada en un territorio determinado.
La investigación del Estado debe realizarse conforme a «tipos», que no deben ser únicamente ideales sino de igual forma empíricos. El tipo empírico ha de expresar solamente la unificación de notas entre los fenómenos, la que dependerá del enfoque que utilice el investigador. La unificación permite extraer lo que les es común a los fenómenos.
La obra de Jellinek es sistemática y denota una tendencia positivista.
González Uribe afirma que en Jellinek influyeron las escuelas neokantianas de la escuela logística de Marburgo y la Escuela Axiológica de Baden.